# Gephyrazetes fasciatus
Gephyrazetes fasciatus är en kvalsterart som beskrevs av Hirauchi 1999. Gephyrazetes fasciatus ingår i släktet Gephyrazetes och familjen Mochlozetidae. Inga underarter finns listade i Catalogue of Life.